# Авангард (Кам'янський район)
Аванга́рд — селище в Україні, П'ятихатській міській громаді Кам'янського району Дніпропетровської області.

## Географія
Селище Авангард знаходиться на відстані 2 км від міста П'ятихатки та села Красний Луг. По селищу протікає пересихаючий струмок з загатою.

## Населення
Кількість домогосподарств:
| Рік  | Кількість домогосподарств |
| ---- | ------------------------- |
| 2007 | 38                        |
| 2008 | 45                        |
| 2009 | 45                        |
| 2010 | 41                        |
| 2011 | 41                        |

Народжуваність та смертність:
| Рік  | Народилося, осіб | Померло, осіб |
| ---- | ---------------- | ------------- |
| 2007 | 2                | 2             |
| 2008 | немає            | немає         |
| 2009 | 1                | 2             |
| 2010 | 3                | 1             |
| 2011 | немає            | 2             |

### Мова
Розподіл населення за рідною мовою за даними перепису 2001 року:
| Мова            | Відсоток |
| --------------- | -------- |
| українська      | 89 %     |
| російська       | 9,6 %    |
| інші/не вказали | 1,4 %    |

## Господарство
У селищі діє селянське фермерське господарство «Терен», яке займається вирощуванням зернових та технічних культур.

## Інтернет-посилання
- Погода в селищі Авангард [Архівовано 20 грудня 2011 у Wayback Machine.]